# Meistaradeildin (1956)
W roku 1956 odbyła się 14. edycja Meistaradeildin (dziś zwanej Formuladeildin), czyli pierwszej ligi piłki nożnej archipelagu Wysp Owczych. Tytuł zdobył KÍ Klaksvík, pokonując HB Tórshavn, zwycięzcę poprzedniego sezonu.
W rozgrywkach brało udział 5 zespołów, o jeden więcej niż w sezonie poprzednim.

## Uczestnicy
| Uczestnicy Meistaradeildin 1955                                                                               | Uczestnicy Meistaradeildin 1955 | Uczestnicy Meistaradeildin 1955 | Uczestnicy Meistaradeildin 1955 |
| --- | ------------------------------- | ------------------------------- | ------------------------------- |
| HB | HB Tórshavn                     | 1                               |                                 |
| TB | TB Tvøroyri                     | 2                               |                                 |
| KÍ | KÍ Klaksvík                     | 3                               |                                 |
| B36 | B36 Tórshavn                    | 4                               |                                 |
| Nowi uczestnicy                                                                                               |                                 |                                 |                                 |
| VB | VB Vágur                        |                                 |                                 |
| Oznaczenia: - kolumna pierwsza – skróty nazw drużyn, - kolumna trzecia – miejsce zajęte w poprzednim sezonie. |                                 |                                 |                                 |

## Rozgrywki

### Tabela
| Lp. | Drużyna         | M | Z | R | P | Bramki | Bramki | Różn. | Pkt | Uwagi |
| --- | --------------- | - | - | - | - | ------ | ------ | ----- | --- | ----- |
| 1   | KÍ Klaksvík (M) | 8 | 5 | 2 | 1 | 25     | 14     | +11   | 12  |       |
| 2   | TB Tvøroyri     | 8 | 5 | 0 | 3 | 19     | 17     | +2    | 10  |       |
| 3   | HB Tórshavn     | 8 | 3 | 1 | 4 | 15     | 13     | +2    | 7   |       |
| 4   | B36 Tórshavn    | 8 | 3 | 0 | 5 | 13     | 15     | −2    | 6   |       |
| 5   | VB Vágur        | 8 | 2 | 1 | 5 | 14     | 27     | −13   | 5   |       |

### Wyniki spotkań
| Gospodarz \ Gość | B36 | HB  | KÍ  | TB  | VB  |
| B36 Tórshavn     |     | 1:2 | 1:4 | 2:1 | 4:0 |
| HB Tórshavn      | 0:1 |     | 0:1 | 3:1 | 6:2 |
| KÍ Klaksvík      | 3:2 | 2:2 |     | 7:1 | 3:0 |
| TB Tvøroyri      | 2:1 | 2:1 | 4:1 |     | 5:0 |
| VB Vágur         | 3:1 | 3:1 | 4:4 | 2:3 |     |

Aktualne na 14 marca 2015. Źródło: FaroeSoccer.com
Objaśnienia:
1Drużyna gospodarzy jest wymieniona po lewej stronie tabeli.
Kolory: zielony – zwycięstwo gospodarzy, żółty – remis, różowy – zwycięstwo gości.
Objaśnienia:
1. VB Vágur zwyciężył walkowerem. Ponieważ HB Tórshavn nie wystawił na mecz pełnego składu, VB przyznano zwycięstwo w wysokości najwyższego zwycięstwa uzyskanego wcześniej w lidze[1].